# Эльтыаул
Эльтыаул (чечен. Аьлти-овл) — покинутый аул в Шаройском районе Чеченской Республики.

## География
Расположен на левом берегу реки Шароаргун, к северо-западу от районного центра Химой.
Ближайшие населённые пункты и развалины бывших аулов: на северо-западе — село Цеси и бывший аул Хуты-Кажа, на северо-востоке — село Кири, на юго-западе — бывшие аулы Говолдой и Хиндушты, на юго-востоке — бывшие аулы Умарджело, Кататлы и сёла Химой, Чайры, на востоке — бывший аул Цейкара, на западе — бывший аул Джагалдей.